# Ken Bates
Ken Bates (* 4. Dezember 1931 in Ealing) ist ein englischer Fußballfunktionär und Unternehmer.

## Leben
Bates wurde in Ealing – einem Stadtteil Londons – geboren. Die Mutter starb direkt nach Kens Geburt und da sich auch der Vater davonmachte, wurde Ken von seinen Großeltern aufgezogen. Als Heranwachsender war er ein Anhänger der Queens Park Rangers und er strebte auch selbst einer Fußballerkarriere entgegen, doch zeigte sich schnell, dass Bates dafür zu wenig Talent besaß. Er verdiente zunächst sein Geld in einer Speditionsfirma und später in Steinbrüchen, Betonfirmen und Molkereien. Der Engländer engagierte sich in verschiedensten Geschäftsunternehmen in den 1960er- und 1970er-Jahren – darunter ein Projekt auf den Britischen Jungferninseln und die Gründung der Irish Trust Bank, die 1976 besiegelt wurde und letztlich eine große Anzahl von irischen Kleinanlegern in finanzielle Schwierigkeiten brachte. Bates war zwei Mal verheiratet und hat fünf Kinder. Aktuell lebt er im Steuerparadies Monaco und darf nach britischem Steuerrecht höchstens neunzig Tage pro Kalenderjahr in seinem Heimatland Großbritannien verbringen.

### Tätigkeiten im Fußball
Den ersten Posten als Präsident in einem Fußballverein hatte der Unternehmer in den 1960er-Jahren bei Oldham Athletic. In dieser Zeit war er auch kurzfristig Vorsitzender von Wigan Athletic. Im Jahre 1982 kaufte Bates für die symbolische Summe von einem Pfund den FC Chelsea auf. Als er den Klub übernahm, waren die Blues in großen finanziellen Schwierigkeiten und hatten erhebliche Probleme mit Hooligans in der eigenen Anhängerschaft. In seiner Zeit wurden diese Probleme beseitigt, aber die negativen Seiten seines Engagements zeigten sich vor allem darin, dass er in überdurchschnittlicher Weise die Trainer wechselte, viele davon aufgrund umstrittener Umstände. Bates war bis März 2004 – Roman Abramowitsch übernahm anschließend den Verein – Präsident der Blues und machte den FC Chelsea zu einem fixen Bestandteil der englischen Premier League. Der Klub gewann dabei unter seiner Regentschaft sowohl 1997 als auch 2000 den englischen Pokal und ein weiteres Mal 1998 den Ligapokal. Auch auf europäischer Ebene konnte Chelsea 1998 unter Bates Erfolge mit dem Gewinn des Europapokals der Pokalsieger und des Supercups vorweisen. Am Ende seiner Amtszeit hatte der FC Chelsea jedoch rund 80 Millionen Pfund Schulden angehäuft.
Parallel dazu war Bates auch am Bau des neuen Wembley-Stadions beteiligt und dabei von 1997 bis 2001 Vorsitzender der „Wembley National Stadium Ltd.“. Im Januar 2005 kaufte sich Ken Bates 50 Prozent des englischen Traditionsklubs Leeds United und sicherte sich das Präsidentenamt des finanziell angeschlagenen Vereins.